# Vol Japan Air Lines 471
Le vol Japan Air Lines 471 était un vol international régulier reliant Tokyo, au Japon, à Londres, au Royaume-Uni, avec plusieurs escales prévues à Hong Kong, Bangkok, New Delhi, Le Caire, Rome et Francfort-sur-le-Main. Le 14 juin 1972, le Douglas DC-8 effectuant ce vol s'est écrasé juste avant l'aéroport international Indira-Gandhi de New Delhi, tuant 86 des 89 occupants de l'appareil (10 des 11 membres d'équipage et 76 des 78 passagers) ; quatre personnes au sol ont également été tuées.

## Avion
L'aéronef impliqué était un Douglas DC-8-53 âgé de 8 ans, immatriculé JA8012 (numéro de série 45680/213) et surnommé « Yoshino ». Il a effectué son premier vol en 1964 et fut livré neuf à Japan Air Lines en novembre de la même année. Il était propulsé par quatre moteurs Pratt & Whitney JT3D.

## Déroulement des faits
Le vol 471 effectuait la liaison Bangkok-New Delhi de sa ligne Tokyo-Londres lorsque l'accident s'est produit. Il a décollé de l'aéroport international Don Muang de Bangkok à 11 h 21 UTC à destination de New Delhi. À 14 h 43 UTC, l'avion a été autorisé à effectuer une approche ILS directe sur la piste 28. Le DC-8 s'est écrasé sur les rives de la rivière Yamuna, peu après que l'équipage se soit signalé à NM (42 km) du DME de l'aéroport.

## Victimes
Seize des 90 morts étaient des citoyens américains ; l'actrice brésilienne Leila Diniz figure également parmi les victimes, ainsi que le seul passager indien de ce vol, le Dr. KKP Narasinga Rao, un haut fonctionnaire de l'Organisation des Nations unies pour l'alimentation et l'agriculture (FAO).

## Cause de l'accident
La cause exacte de ce crash reste controversée. Les enquêteurs japonais ont évoqué la possibilité d'un signal erroné concernant la trajectoire de descente, qui aurait conduit l'équipage à effectué l'approche finale trop tôt. Les enquêteurs indiens ont affirmé que l'accident était dû à une erreur de pilotage, le commandant de bord ayant ignoré les indications de ses instruments de vol et n'ayant pas réussi à distinguer la piste (le copilote était pilote en fonction (PF) durant l'approche vers New Delhi) en pleine nuit.